# Hormomitaria tenuipes
Hormomitaria tenuipes är en svampart som först beskrevs av Lloyd, och fick sitt nu gällande namn av Berthier 1968. Hormomitaria tenuipes ingår i släktet Hormomitaria och familjen Physalacriaceae.   Inga underarter finns listade i Catalogue of Life.